# Moritz Ledeli

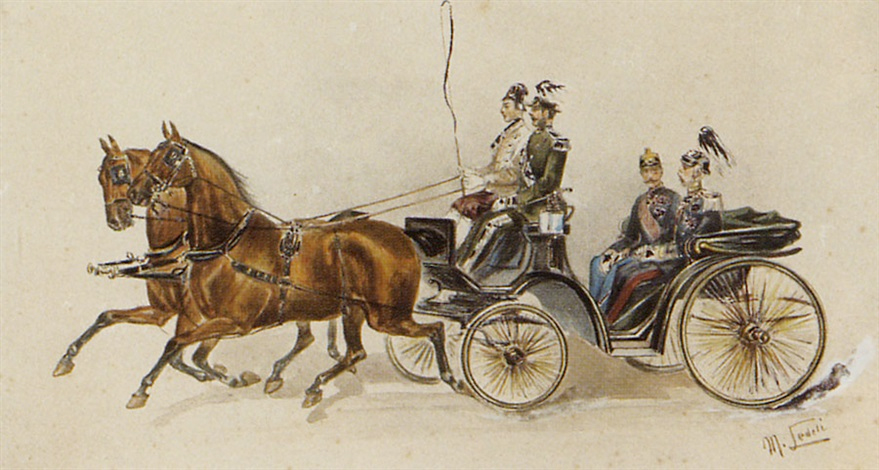
Kaiser Franz Joseph I. und Kaiser Wilhelm II. in einer Kutsche.

Moritz Ledeli (* 7. September 1856 in Brünn; † um 1920) war ein österreichischer Maler und Lithograph tschechischer Abstammung.

## Leben
Moritz Ledeli erhielt den ersten Malunterricht beim Vater, dem Landschaftsmaler Joseph Ledeli (* 13. Februar 1820 in Czechowice; † 1884 in Wien). Er studierte an der Akademie der bildenden Künste in Wien und unternahm Studienreisen nach Deutschland, England und Holland.
Als Illustrator war er Mitarbeiter verschiedener Zeitschriften, darunter der „Illustrirten Zeitung“ in Leipzig, „Über Land und Meer“ in Berlin, sowie der „Frauenzeitung“, „Allgemeiner Sport-Zeitung“ und „Der eleganten Welt“ in Wien.
Er malte Porträts von Prominenten, Straßenszenen, Genrebilder aus dem Wiener Volksleben, Jagdszenen und Szenen aus dem Leben der eleganten Gesellschaft. Während des Ersten Weltkriegs stellte Ledeli das Treiben auf den Wiener Straßen dar und schuf Schlachtenbilder. Die Werke Ledelis befinden sich heute in staatlichen Sammlungen in Wien, wie dem Heeresgeschichtlichen Museum, der Österreichischen Galerie Belvedere, der Graphischen Sammlung Albertina und dem Wien Museum.
Moritz Ledeli war verheiratet mit Hermine, die 1944 starb.

## Werke (Auswahl)
- Reitergefecht bei Vysokov, Mährisches Landesmuseum Brünn[5]
- Manöverpause – Offiziere in einem Gasthausgarten, um 1880, Aquarell auf Papier, 26 × 37 cm, Heeresgeschichtliches Museum Wien
- Defilierung auf der Schmelz in Wien, Gouache, 18,6 × 25,6 cm, Österreichische Galerie Belvedere
- Schaffnerin der städtischen Straßenbahn, 1915/16, Aquarell, Wien Museum
- Herbst-Meeting 1898 auf dem Trabrennplatze im k.k. Prater, 1898, Lithographie, 95 × 64 cm, Albertina Wien